# Твердохліби (Глобинський район)
Твердохліби — колишнє село, пізніше хутір на Полтавщині, зняте з обліку до 1960-х року. Нині куток (частина) села Бабичівка 

## З історії
За козаччини, у XVIII ст. Твердохліби, як село, входили до Городиської сотні Миргородського полку.
Зі скасуванням полково-сотенного устрою на Лівобережній Україні Твердохліби перейшли до Городиського повіту Київського намісництва.
За описом 1787 року в селі проживало 151 душа. Було у володінні «казених людей».
Від початку ХІХ ст. Твердохліби у складі Кременчуцького повіту Полтавської губернії. Пізніше також у Погребівської волості цього повіту.
У радянський період, станом на 1946 рік, Твердохліби як хутір, разом із хутором Красногорівка і селом Бабичівка входили до Бабичівської сільської ради Глобинського району Полтавської області.
У період з 1946 по 1960 рік хутір Твердохліби Глобинського району було зняте з обліку.